# Lyngholmen (Averøy)

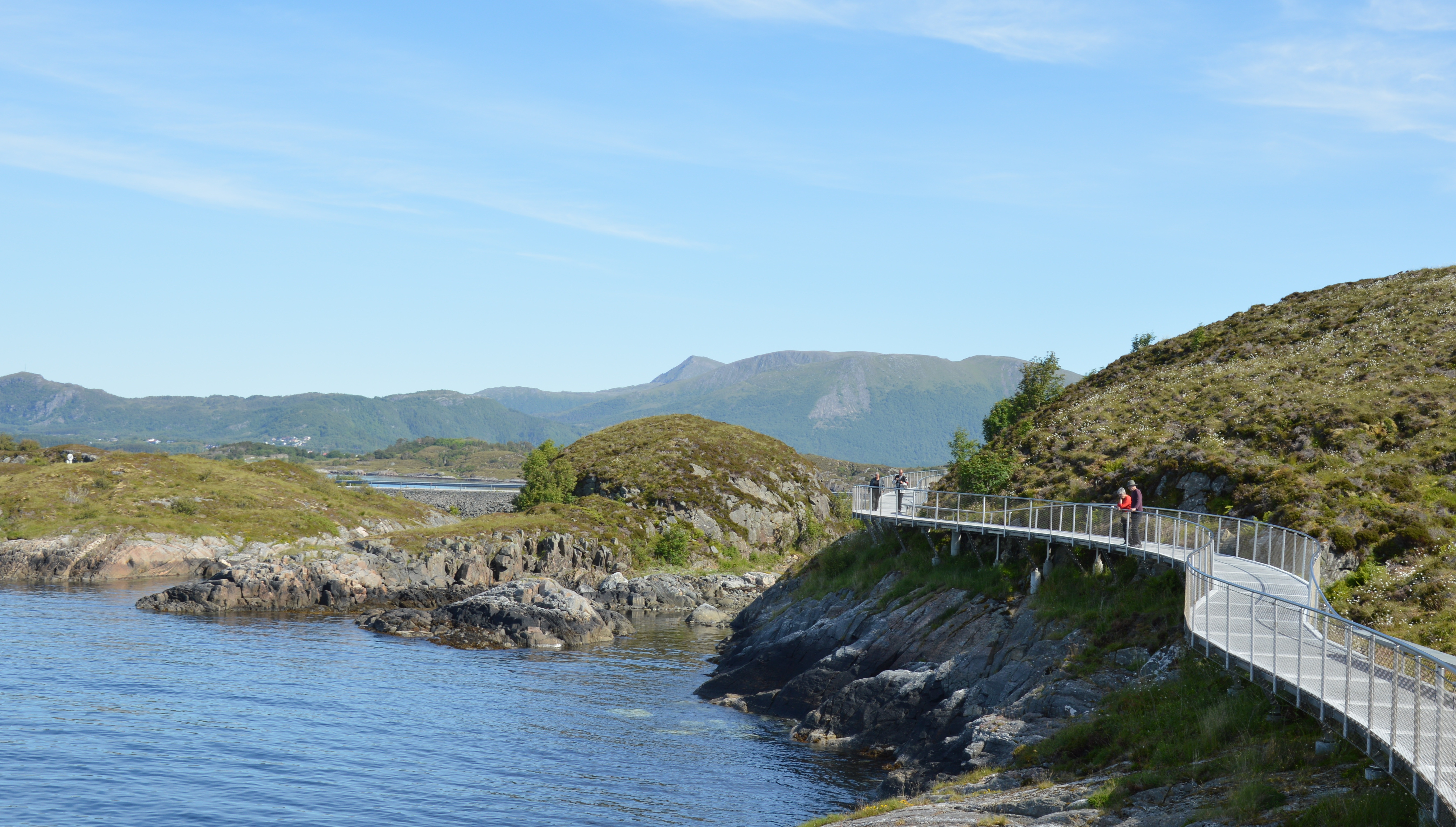
Lyngholmen, Rundwanderweg

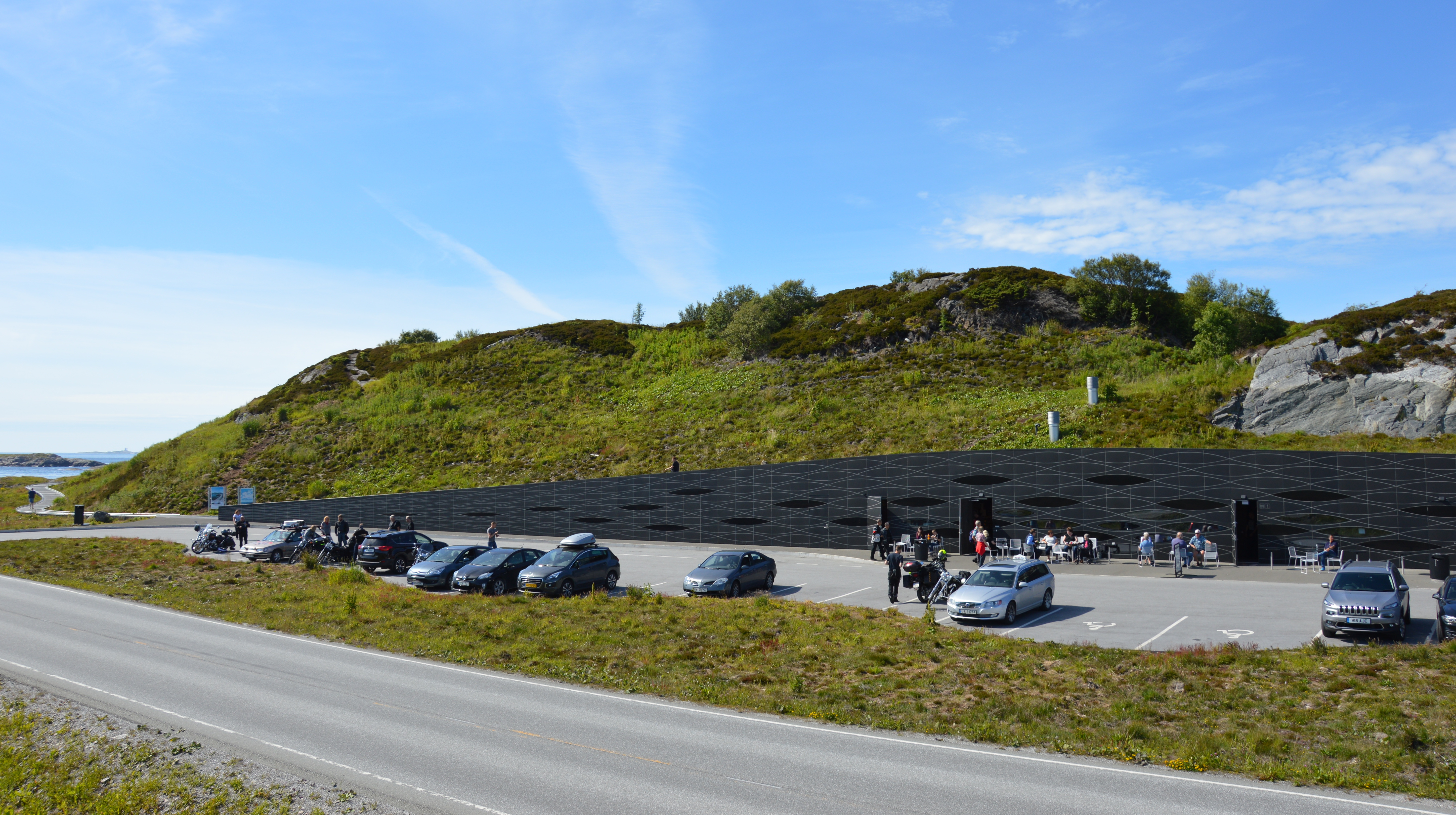
Rastplatz

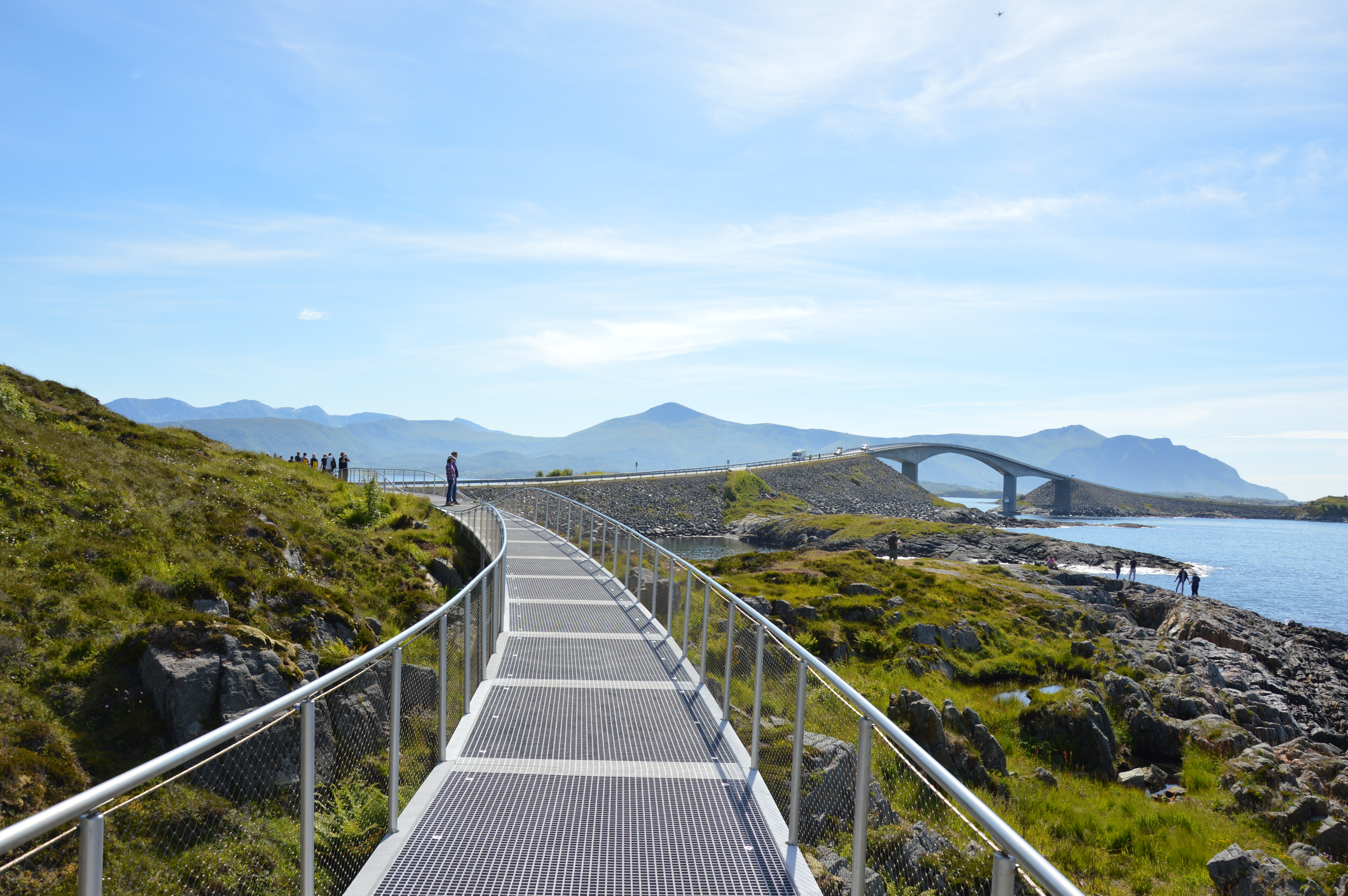
Weg an der Westseite, Blick auf die Storseisund-Brücke

Lyngholmen ist eine Insel an der norwegischen Küste des Europäischen Nordmeers und gehört zur Gemeinde Averøy in der Provinz Møre og Romsdal.
Die felsige, karge Insel befindet sich am Ausgang des Lauvøyfjords. Nur wenige Meter östlich von Lyngholmen liegt die Insel Eldhusøya, mit der über den Damm der Atlantikstraße eine dauerhafte feste Verbindung besteht. Über die Insel führt die hier den Fjord querende bekannte Atlantikstraße, an der auf der Insel ein größerer Rastplatz mit Touristinformation, Imbiss und Sanitäranlagen besteht. Der Rastplatz ist nach der benachbarten Insel Eldhusøya benannt. Etwas westlich der Insel befindet sich die markante, als Wahrzeichen der Atlantikstraße geltende Storseisund-Brücke.
Lyngholmen erstreckt sich in West-Ost-Richtung über etwa 500 Meter bei einer Breite von bis zu 300 Metern und erreicht eine Höhe von bis zu 22,7 Metern.
Auf der nördlichen Hälfte führt ein aufwendig befestigter Weg am Ufer der Insel entlang. Am westlichen Ufer befindet sich die Gedenkstätte für die auf See Gebliebenen.